# 1-й Тульский переулок
Пе́рвый Ту́льский переу́лок — переулок, расположенный в Южном административном округе города Москвы на территории Даниловского района.

## История
Переулок получил своё название в XIX веке по расположению вблизи Большой Тульской улицы.

## Расположение
Первый Тульский переулок изначально проходил от Большой Тульской улицы до Холодильного переулка. После постройки Третьего транспортного кольца западная часть переулка была отведена под сооружение транспортной развязки, в которую также включена часть новой трассы переулка.

## Примечательные здания и сооружения
По нечётной стороне:
По чётной стороне:

## Транспорт

### Наземный транспорт
По 1-му Тульскому переулку не проходят маршруты наземного общественного транспорта. Западнее переулка, на Большой Тульской улице, расположена остановка «Метро „Тульская“» автобусов 121, 965, е85, м9, м86, м90, м95, с799, с910, с932; н8; севернее, на Холодильном переулке, — остановка «Метро „Тульская“» трамваев 3, 47.

### Метро
- Станция метро «Тульская» Серпуховско-Тимирязевской линии — между Большой Тульской улицей и Большим Староданиловским, Холодильным и 1-м Тульским переулками.

### Железнодорожный транспорт
- Платформа Тульская Павелецкого направления Московской железной дороги — южнее переулка, за Третьим транспортным кольцом.